# Sztanka Pencseva
Sztanka Pencseva (Szliven, 1929. július 9. – 2014. május 27.) bolgár költőnő.

## Élete
Apja gazdálkodó, anyja háztartásbeli volt, a család harmadik gyermekeként született. Középiskolai tanulmányait szülővárosában végezte, itt, az Изгрев című gyermeklapban jelentek meg első versei (1941-1942). Országos lapokban 1946-1947 körül kezdett publikálni. 1952-ben orosz filológiát végzett a Szófiai Egyetemen, eközben a Bolgár Nemzeti Rádió munkatársa lett (1951-1955). 
1952-ben jelent meg első önálló kötete, a Пълнолетие, ezután a Bolgár Írószövetség tagja lett. Két éven át, 1956 és 1958 közt családjával együtt Ruszében élt, a Народна култура című lap tudósítójaként. 1959 és 1975 közt a Септември, 1975 és 1986 közt az Отечество című irodalmi magazinok munkatársa volt. Költészet mellett újságírással és műfordítással is foglalkozott, elsősorban orosz nyelven, illetve nyelvből. Tagja volt a Bolgár Újságírók Szövetségének és a Bolgár Műfordítók szövetségének. Sok utazást tett egész Bulgáriában, számos író-olvasó találkozót és előadást tartott. 
Huszonhét verseskötet, négy publicisztikai gyűjtemény, egy önéletrajzi regény és egy gyermekkönyv szerzője. Néhány munkáját oroszra, románra, belaruszra, angolra, arabra, portugálra, lengyelre, svédre, hindire, spanyolra, törökre, franciára, lettre, ukránra, csehre, szlovákra, szerbhorvátra, grúzra és néhány más nyelvre is lefordítottak. Magyarul többek közt a Galaktika 14. száma közölte egy versét Ikarosz címen. Kétszer ment férjhez, előbb Kliment Cacsevhez, majd Georgi Burmovhoz, egy lánya és egy unokája van.

## Munkái

### Verseskötetek
- „Пълнолетие“ (1952)
- „Опъната струна“ (1957)
- „Кладенецът на птиците“ (1960)
- „Вселена“ (1964)
- „Земя на огньовете“ (1965)
- „Горчива билка“ (1966)
- „Ябълковата градина“ (1967)
- „Есенно сияние“ (1968)
- „Моята власт“ (1970)
- „Пясъчна лилия“ (1972)
- Избрана лирика (1973)
- „Хляб и сол“ (1973)
- „Планета за двама“ (1977)
- Избрана лирика (1979)
- „Без свидетели“ (1982)
- „Недовършен свят“ (1982)
- „Разкопки“ (1984)
- „Сезонът на загубите“ (1986)
- „Многоликата“ (1986)
- „Родената на прага“ (избрани стихове, т. I, 1989)
- „Гола душа“ (избрани стихове, т. II, 1989)
- „Опит за бягство“ (1992)
- „Къща от думи“ (1995)
- „Градините на любовта“ (избрана любовна лирика, 1996)
- „Старомодни стихове“ (2002)
- „Отвън – отвътре“ (стихове, 2002)
- „Незабрава“ (избрани стихотворения, 2004)
- „Преддверие“ (2006)

### Publicisztikai gyűjtemények
- „Човек за човека…“ (1976)
- „Помежду им – ела тънковита“ (1982)
- „Разкопки“ (1984)
- „И тече през мен реката“ (1988)

### Egyéb kötetei
- „Мили бате…“ (повест за деца, 1995; второ допълнено издание – 2002)
- „Дървото на живота“ (документална проза, 1999)
- „Тук съм“ (автобиографична книга от 2 тома, 2008)

## Fordítás
- Ez a szócikk részben vagy egészben  a(z)   Станка Пенчева című bolgár Wikipédia-szócikk ezen változatának fordításán alapul.  Az eredeti cikk szerkesztőit annak laptörténete sorolja fel. Ez a jelzés csupán a megfogalmazás eredetét és a szerzői jogokat jelzi, nem szolgál a cikkben szereplő információk forrásmegjelöléseként.